# Madonna dei garofani (Solari)
La Madonna dei garofani di Andrea Solari è un dipinto a tempera e olio su tavola di pioppo conservato nella Pinacoteca di Brera, a Milano.

## Attribuzione
Il dipinto pervenne a Brera nel 1808, in epoca napoleonica, dalla chiesa di San Francesco della Vigna di Venezia come opera di Giovanni Bellini (con una firma apocrifa sul margine inferiore del dipinto).
A partire dal 1871 la critica iniziò a ricondurre il dipinto nel novero delle  opere di Solari, partendo dalla somiglianza del volto di Gesù con quello rappresentato in alcune sculture del fratello dell'artista, Cristoforo Solari,  e quindi basandosi su più approfondite analisi nel corso del Novecento. L'attribuzione è stata infine confermata dall'accurato restauro del 2017.

## Descrizione
L'opera colpisce per l'attenzione ai dettagli nel paesaggio e nelle figure, a contrasto con l'imprecisa prospettiva e la trascurata coloritura dell'architettura. La formula della Madonna con Bambino in un interno con finestra aperta sul paesaggio, di tradizione fiamminga, era frequente nella pittura veneziana dell'epoca e fu adottata da Solario nel corso di tutta la sua carriera. Oltre all'influsso del fratello Cristoforo e di Giovanni Bellini, il dipinto denota la conoscenza di Dürer (soprattutto nella figura di Maria) e la familiarità con la cerchia leonardesca: appare evidente la derivazione del Bambino dagli studi di Leonardo per la Madonna del gatto.